# Asemolea flava
Asemolea flava là một loài bọ cánh cứng trong họ Cerambycidae.